# Universidade Estadual do Ural do Sul
Universidade Estadual do Ural do Sul (UEUS) (em russo:  Южно-Уральский государственный университет (ЮУрГУ)) em Tcheliabinské uma das maiores instituições educacionais da Rússia. Está entre as dez melhores universidades russas de acordo com a classificação do estado do Ministério da Educação e Ciência da Federação Russa, e a maior na Rússia em termos de número de estudantes universitários. A partir de 2010, a UEUS mantém um status de Universidade Nacional de Pesquisa. Em 2015, a universidade tornou-se uma das universidades russas escolhidas para participar do Project 5-100 com o objetivo de melhorar a posição competitiva das universidades russas. Em 2018, pela primeira vez em sua história, a Universidade Estadual do Ural do Sul foi incluída no Ranking das Melhores Universidades do Mundo, feito pela consultoria Quacquarelli Symonds (QS), da Grã-Bretanha. A posição da South Ural State University no ranking é de 801-1000. UEUS é composta por 10 institutos e escolas, Duas faculdades (Faculdade de Formação Pré-universitária e Faculdade de Educação Militar), além de 4 filiais. Mais de 28 mil estudantes de 52 países de todo o mundo estão estudando na UEUS hoje.

## História
A Universidade Estadual do Ural do Sul é uma universidade com história interessante e diversas tradições, é uma instituição educacional multidisciplinar que é famosa por suas realizações científicas, alto nível de preparação educacional, bases fundamentais e acadêmicas, facilidade material e técnica para fins de atividades de pesquisa e processos educacionais.
A história da universidade é uma série de etapas sucessivas de desenvolvimento dinâmico. De um instituto formado apenas por duas faculdades, tornou-se uma universidade nacional de pesquisa, um centro científico e educacional não apenas da região sul do Ural, mas também do país. Hoje, a UESU é uma plataforma de desenvolvimentos inovadores, um ponto de partida para a juventude moderna, para uma geração de pessoas ambiciosas e autoconfiantes, suas idéias e projetos desafiadores.
- Escolas e institutos
- Instituto de Arquitectura e Construção
- Escola de Biologia Médica
- Escola de Economia e Gestão
- Escola de Engenharia Eléctrica e Ciências Computacionais
- Instituto de Linguística e Comunicações Internacionais
- Instituto de Ciências Sociais e Humanas
- Instituto de Ciências Naturais
- Instituto de Desporto, Turismo e Serviço
- Instituto Politécnico
- Instituto de Lei

## UESU num Relance
Existem 240 programas de bacharelado, 150 programas de mestrado, 24 programas especializados e 86 programas de pós-graduação na UESU.
A UESU cria seus próprios meios modernos de educação. São mais de 4000 bancadas de trabalho de treinamento, simuladores de computadores e treinadores, computadores de vários tipos e variações para as áreas profissionais de treinamento da universidade.
Na UESU, foram desenvolvidas formas modernas de ensino à distância, bem como cursos massivos à distância no formato MOOC.

## StudLIFE (Vida de Estudante)
A vida estudantil na SUSU não é apenas um processo educacional, mas também um lazer ativo, eventos inesquecíveis e, claro, criatividade!
O que nossos alunos estão fazendo? Eles participam de concursos urbanos, regionais, russos e internacionais, conquistam novos lugares e sobem a novas alturas.
Imagine, na SUSU, há 23 grupos de atuação, mais de 24 clubes esportivos e uma ampla gama de organizações estudantis.
Todos os anos, a universidade organiza mais de 200 eventos. Entre eles estão os conhecidos concursos tradicionais Mister e Miss SUSU, cujos competidores competem em beleza, inteligência e criatividade. Os membros das equipes da KVN (Clube das Pessoas Engraçadas e Inventivas) até se apresentam no nível de toda a Rússia, e o cartaz de eventos da SUSU impressiona pela variedade de eventos.

## Associação dos Estudantes Internacionais
A Associação de Estudantes Internacionais é uma organização estudantil toda russa que tem como principais objetivos
- Ajudar na adaptação de novos estudantes
- Familializá-los com as características da cultura russa
- Actualizar amigos internacionais

AEI é o organizador da celebridade nacional, como o Dia da Cultura Árabe, Dia da Cultura Africana, Navruz, Cerimônia do Chá, Ano Novo Internacional, Festivais Culinários; competições esportivas (mini-futebol, basquete, tênis, etc.).
Nossos TUTORES são estudantes estrangeiros da UESU que estão felizes em ajudar novos alunos. Eles vivem na Rússia há vários anos e são educados em nossa universidade. Todos podem fazer perguntas sobre admissão, educação, campus, vida estudantil na UESU.